# ألفرد مادسن
ألفرد مادسن هو نقابي ومهندس ومحرر وسياسي نرويجي، ولد في 10 أبريل 1888 في برغن في النرويج، وتوفي في 8 مايو 1962 في باروم في النرويج. نشط حزبياً في حزب العمال.

## مناصب
- انتخب عضو برلمان النرويج  [لغات أخرى]‏ عن دائرة أوسلو [الإنجليزية]‏ وقد انضم خلال فترته النيابية ‏ (1937 – 1945) للكتلة البرلمانية حزب العمال.
- انتخب عضو برلمان النرويج  [لغات أخرى]‏ عن دائرة أوسلو [الإنجليزية]‏ وقد انضم خلال فترته النيابية ‏ (1934 – 1936) للكتلة البرلمانية حزب العمال.
- انتخب عضو برلمان النرويج  [لغات أخرى]‏ عن دائرة أوسلو [الإنجليزية]‏ وقد انضم خلال فترته النيابية ‏ (1931 – 1933) للكتلة البرلمانية حزب العمال.
- انتخب عضو برلمان النرويج  [لغات أخرى]‏ عن دائرة أوسلو [الإنجليزية]‏ وقد انضم خلال فترته النيابية ‏ (1928 – 1930) للكتلة البرلمانية حزب العمال.
- انتخب عضو برلمان النرويج  [لغات أخرى]‏ عن دائرة Akershus (Storting constituency) [الإنجليزية]‏ وقد انضم خلال فترته النيابية ‏ (1925 – 1927) للكتلة البرلمانية حزب العمال.
- انتخب عضو برلمان النرويج  [لغات أخرى]‏ عن دائرة Akershus (Storting constituency) [الإنجليزية]‏ وقد انضم خلال فترته النيابية ‏ (1922 – 1924) للكتلة البرلمانية حزب العمال.
- انتخب وزير التجارة والشحن [الإنجليزية]‏ (20 مارس 1935 – 1 يوليو 1939).
- انتخب Minister of Social Affairs ‏ (28 يناير 1928 – 15 فبراير 1928).